# طارة برينستون الكبيرة
كانت تجربة طارة برينستون الكبيرة (أو PLT ) Princeton Large Torusمن نوع توكاماك أولي تم بناؤها في مختبر برينستون لفيزياء البلازما (PPPL). كانت واحدة من أولى آلات التوكاماك الكبيرة الحجم ، ومن أقوى الآلات من حيث المجالين الكهربائي والمغناطيسي. تم تصميمه في الأصل لإثبات أن الأجهزة الأكبر حجمًا سيكون لها أوقات حبس أفضل ، وتم تعديلها لاحقًا لأداء تسخين وقود البلازما ، وهو مطلب لأي جهاز طاقة اندماج عملي.
أصبح توكاماك موضوع نقاش جاد في عام 1968 ، عندما نشر السوفييت بيانات جديدة تُظهر أنهم أفضل بكثير من أي جهاز اندماج آخر. أثار هذا شكوكًا كبيرة بين الباحثين الآخرين واستغرق بعض الوقت قبل أن يقتنع مختبر PPPL بتحويل النموذج النجمي الخاص بهم إلى تشكيل توكاماك . لقد تحقق الخبراء الباحثون على الفور من صحة النتائج السوفيتية ثم تجاوزوها. ستكون الخطوة التالية في تطوير النظام هي بناء آلة أكبر لاختبار ما إذا كان وقت حبس البلازما قد تم تطويل مدته كما هو متوقع. تم تصميم طارة برينستون الكبيرة PLT ليس فقط لتكون أكبر ، ولكن أيضًا لتحتوي على تيارات بلازما داخلية أعلى بشكل كبير في حدود 1 ميجا أمبير.  :214
هناك مشكلة أخرى في نهج توكاماك وهي أنه لا يقوم بتسخين الوقود مباشرة إلى درجات الحرارة المطلوبة التي تزيد عن 50 مليون كلفن . في وقت قريب من بناء طارة برينستون الكبيرة ، نجح مختبر أوك ريدج الوطني في تنفيذ فكرة التسخين بالحقن بالحزمة المحايدة NBI. تمت إضافة neutral beam injection NBI إلى PLT وبدأت في تسجيل الأرقام القياسية بعد الأخرى ، ووصلت في النهاية إلى 75 مليون درجة مئوية ، وهذا يتجاوز بكثير الحد الأدنى المطلوب لجهاز اندماج عملي. كان نجاحها مثار بعض الجدل داخل وزارة الطاقة التي تم تشكيلها حديثًا (DOE) ، والتي كانت في نفس الوقت تتطلع إلى خفض ميزانية الاندماج. نتج عن ذلك ما عُرف باسم "عطلة نهاية الأسبوع في طارة برينستون الكبيرة"، وعندما علمت الصحافة بالنجاح وحاولت وزارة الطاقة التقليل من شأنها.
قاد نجاح الطارة الكبيرة PLT الطريق لخطط لبناء آلة أكبر قادرة على الوصول إلى نقطة التعادل ، وهو هدف طال انتظاره في مجال قوة الاندماج. ظهر هذا النظام باسم مفاعل اختبار الاندماج توكاماك ، أو TFTR. كان من المقرر أصلاً أن يتم بناؤها في أوك ريدج ، وقد أدى نجاح طارة برينستون الكبيرة PLT إلى فوزها في مسابقة TFTR أيضًا.

## التاريخ

### الركود
عندما تم وضع فيزياء الاندماج النووي لأول مرة على أساس ثابت خلال أوائل الخمسينيات من القرن الماضي ، تم إنشاء سلسلة من الأجهزة المقترحة لتسخير تلك الطاقة بسرعة. كل هذا يهدف إلى حل مشكلة احتواء وقود البلازما الذي يتم تسخينه إلى 50  مليون كلفن على الأقل، الذي كان سيصهر أي مادة. كانت الحيلة التي استخدمتها معظم هذه الأجهزة هي معالجة البلازما بالمجالات المغناطيسية لحصرها في غرفة التفاعل. نظرًا لأن البلازما تتكون من إلكترونات وأيونات حرة ، فقد تحمل تيارًا كهربائيًا وتخضع لقوى مغناطيسية ، فيمكن التحكم فيها. 
استنادًا إلى نظرية انتشار البلازما البسيطة ، فإن مقدار الوقت الذي يستغرقه أيون للهروب من غرفة مغناطيسية يعتمد على حجم الغرفة ومربع قوة مغناطيسها. وهذا يعني أن الآلات الأكبر حجمًا ستكون أفضل بطبيعتها في حصر وقودها ، وذلك لأن لديها مسافة أطول لخروج البلازما المنحصرة منها ، ولأن الآلات الأكبر حجمًا يمكنها استضافة مغناطيسات أكبر وأقوى. والنتيجة الطبيعية هي أن الآلات الصغيرة يمكن أن تعطيك نتائج فقط عن أداء التصميم كما تعطيك المقياس المطلوب لمفاعل عملي ؛ سيتعين على المرء بناء آلة متوسطة الحجم ومقارنة معدل تسرب البلازما للتأكد من أنها تتبع القياس المتوقع. كان هناك بعض الشك المبكر حول هذه النقطة ؛ التجربة المباشرة الوحيدة مع البلازما ، من مشروع مانهاتن ، اقترحت معدل تسرب خطي مع المجال المغناطيسي. إذا كان انتشار بوم هذا صحيحًا ، فمن المحتمل أن يكون مفاعل الاندماج العملي مستحيلًا.  
من بين العديد من المفاهيم المبكرة لتصميمات المفاعلات ، ظهرت ثلاثة أنظمة في المقدمة ، وهي المرآة المغناطيسية ، والقرصة z ،والستيلاراتور النجمي. أظهرت الأمثلة المبكرة أنه يمكنهم حصر البلازما في المستوى المتوقع من آلة صغيرة. كان الانحراف هو القرصة ، التي أظهرت عدم استقرار واضح ، وتمت معالجته بمغناطيسات جديدة. أدت هذه الأجهزة الصغيرة إلى آلات أكبر وأكثر قوة من هذه المخططات . فشلت هذه دائمًا في تحسين حبس البلازما ، مما أدى إلى تسريب الوقود بمعدلات غير مستدامة. أدت المشاهدات إلى عدد من حالات عدم الاستقرار المكتشفة حديثًا والتي يبدو أنها جزء لا يتجزأ من كل هذه التصميمات. 
في الاجتماع الدولي الأول حول الاندماج في عام 1958 ، كان من الواضح أن جميع الأجهزة تعاني من هذه المشكلات. بحلول أوائل الستينيات ، انحدر الحقل بأكمله إلى ما أصبح يعرف باسم "الركود". حتي العالم ليمان سبيتزر ، أحد أعظم مؤيدي الاندماج ، خلص إلى أن "انتشار بوم " يبدو أنه حد أساسي. 

### التوكاماك
في اجتماع مماثل في عام 1965 ، قدم الفريق السوفيتي النتائج الأولية على جهاز أطلقوا عليه اسم توكاماك . هذه الآلة كانت مشابهًة جدًا لمفهوم قرصة زد z-pinch ، الذي طورته المملكة المتحدة على نطاق واسع في جهاز ZETA وأثبت أنه ليس أكثر فائدة من الأنظمة القديمة الأخرى ، التي تعاني من عدم استقرار البلازما. في المقابل ، كان السوفييت يدعون أن بياناتهم على ما يبدو في ZETA كان ينتج نتائج أفضل بشكل كبير من تجربة ZETA البريطانية، حوالي 10 أضعاف حد Bohm. ورفضت مزاعمهم بشكل قاطع ، وخاصة من قبل سبيتزر. 
في الاجتماع التالي في عام 1968 ، قدم السوفييت بيانات أكثر بكثير وكلها أظهرت أن أجهزتهم كانت تنتج أوقات حبس أفضل من أي جهاز آخر بـ 10 إلى 100 مرة. مرة أخرى قوبلت هذه النتائج بالشكوك.  ولكن هذه المرة ، كان السوفييت مستعدين. قدم فريق المملكة المتحدة العامل على تجربة ZETA تقنية تشخيصية جديدة باستخدام الليزر الذي أطلق عليه الباحث ليف أرتسيموفيتش "[انها نتيجة لامعة". دعا فريق المملكة المتحدة إلى مختبرهم ، قلب مؤسسة صنع القنابل السوفيتية ، لإجراء قياساتهم الخاصة.  بحلول صيف عام 1969 ، أظهر الليزر أن التوكاماك كان أفضل مما ابدته النتائج السوفيتية.  لقد اتصلوا هاتفياً في اجتماع لباحثي الاندماج الأمريكي في أغسطس  وأخبروهم بالنتائج قبل نشرها علنًا في نوفمبر. 
في البداية ، كان هناك القليل من الحركة في الولايات المتحدة ، حيث كان لكل مختبر تصميماته الخاصة التي شعروا أنها أكثر إثارة للاهتمام. كان مديرو برنامج الاندماج في هيئة الطاقة الذرية مهتمين على الأقل بتأكيد أو نفي النتائج السوفيتية ، لكنهم وجدوا أن المعامل غير مهتمة بمثل هذا العمل. على وجه الخصوص ، شعرت هيئة الطاقة الذرية أنه سيكون من السهل تحويل الطراز النجمي (ستيلاراتور) من طراز برينستون C إلى توكاماك ، لكن مدير المختبر ، هارولد فورث ، رفض حتى النظر في الأمر رافضًا البيانات السوفيتية تمامًا.  أظهر مختبر أوك ريدج الوطني فقط اهتمامه. لم يكن لديهم أجهزة أخرى كبيرة الحجم في التخطيط وكانوا منفتحين على تجربة توكاماك. وبمجرد الإعلان عن خطط لهذا الغرض ، أجرى رئيس شركة فورث Furth ، ملفين جوتليب ، حديثًا وقت الغداء مع فورث. وعاد الاثنان من الغداء ليصفوا كيفية تحويل الطراز C. 
بدأ التحويل في سبتمبر 1969 ، واكتمل بعد ثمانية أشهر مع إعادة تسمية " التوكاماك المتماثل". وأكدت التجربة على الفور النتائج السوفيتية ثم تفوقت عليها. ظهر أخيرًا أن تكوين البلازما المستقر كان ممكنًا وأن الطريق إلى قوة الاندماج العملية قد فُتح فجأة من جديد. 

### اندفاع توكاماك

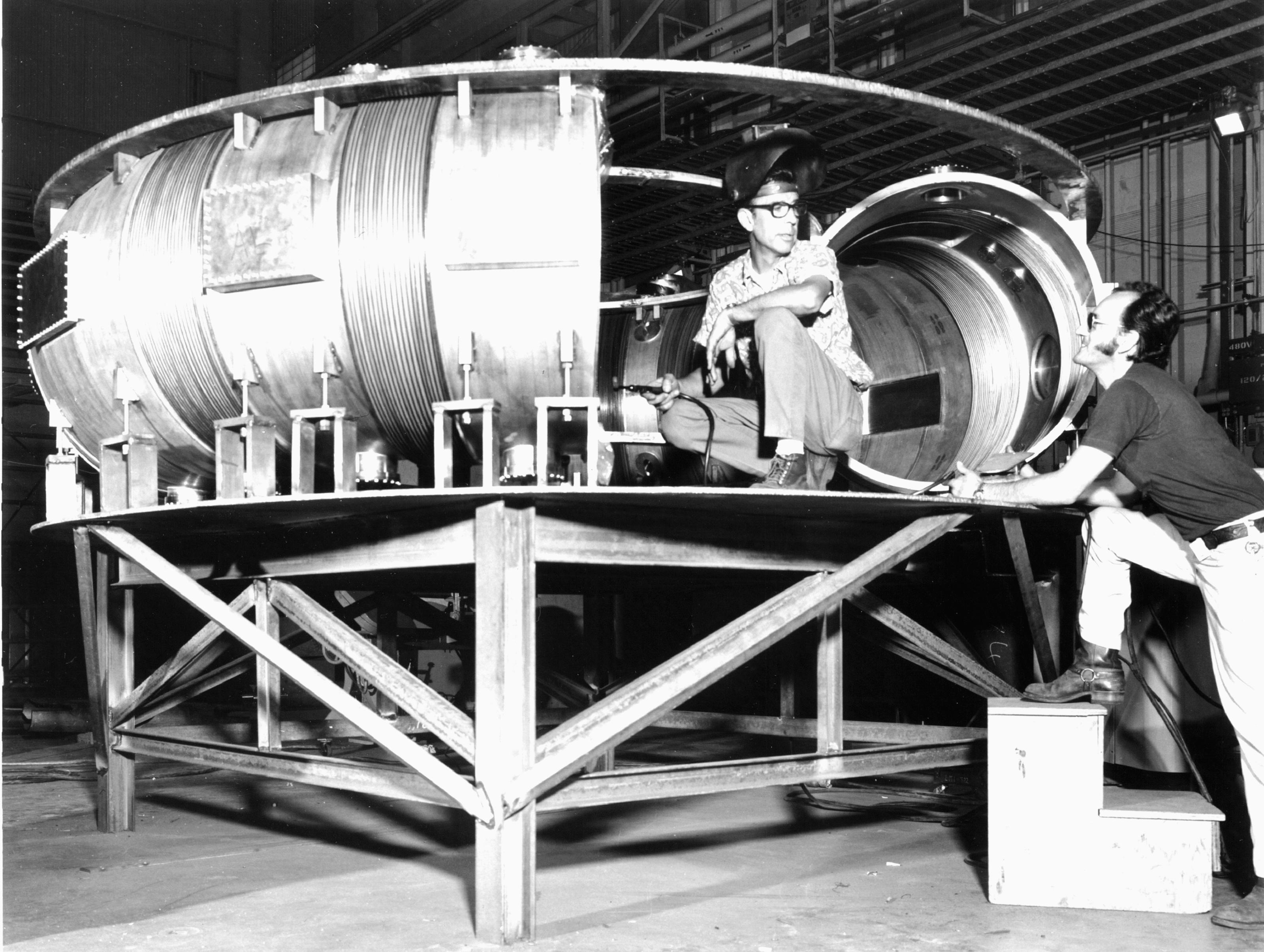
وعاء مفرغ من طارة برينستون الكبيرة قيد الإنشاء.

ترك النجاح في حصر البلازما في أجهزة أصغر عددًا من الأسئلة التي يجب الإجابة عليها. الأول هو ما إذا كان التوكاماك قد تم تحجيمه كما هو متوقع ؛ لاختبار ذلك ، ستكون هناك حاجة إلى آلة أكبر ذات تيارات داخلية أعلى ومجالات مغناطيسية. قضية أخرى كانت كيفية تسخين البلازما. يفتقر توكاماك إلى أي تسخين ذاتي كبير ، لذا ستكون هناك حاجة إلى شكل من أشكال التسخين الخارجية.  أخيرًا ، ستكون هناك حاجة إلى نظام ما لاستخراج الشوائب من البلازما ، سواء من الوقود الأولي غير النقي وكذلك إزالة "الرماد الاندماجي" ، نتائج التفاعلات الناجحة (عادة الهيليوم ). 
من بين القضايا الثلاثة ، كان الأمر الأكثر وضوحًا هو استخراج الشوائب. كان من المفهوم منذ فترة طويلة أن استخدام مطياف الكتلة المعدل سيسمح بإزالة الأيونات الثقيلة. كانت تُعرف باسم المحولات ، وكانت أجهزة برينستون النجمية من بين أولى الآلات التي استخدمتها. لم يكن أسلوب المحول على الستيلاريتور مثالياً لتوكاماك ، لكن برينستون قد حلت بالفعل هذه المشكلة كجزء من آلة Floating Multipole-1 ، والتي كانت قبل توكاماك واحدة من الأجهزة القليلة الأخرى التي أظهرت أوقات الحبس تتعدى " حد بوم". ولاختبار ما إذا كان المحول البولويد الخاص بهم سيعمل في تكوين توكاماك ، بدأت الخطط لآلة صغيرة جديدة ، تجربة المحول البوليدي Poloidal ، أو PDX. 
كان التسخين مشكلة أخرى ، وكان هناك العديد من الأفكار المختلفة حول كيفية القيام بذلك. يفتقر الستيلاراتور أيضًا إلى التسخين الذاتي ، ولمعالجة ذلك ، كانت طارة برينستون تجري تجارب باستخدام التسخين بالرنين الأيوني . يستخدم هذا أجهزة إرسال راديو قوية مضبوطة على التردد الدوراني للأيونات ، وتسخينها بطريقة مماثلة للطريقة التي يسخن بها فرن الميكروويف جزيئات الماء. نظرًا لأن هذه التقنية كانت مفهومة جيدًا بالفعل ، اقترح فريق برينستون آلة اختبار صغيرة لتجربة طريقة تسخين مختلفة باستخدام ضغط البلازما ، مثل آلات الضغط السابقة ، في نظام يُعرف باسم الضاغط الحلقي الأديباتي Adiabatic Toroidal Compressor (ATC). تضمنت مفاهيم أخرى استخدام الاضطراب في البلازما وحقن الأيونات الساخنة في الوقود باستخدام مسرعات الجسيمات الصغيرة. 
أخيرًا لاختبار القياس ستكون هناك حاجة إلى آلة أكبر ذات مغناطيسات وتيارات داخلية أكثر قوة. في البداية ، كان هذا هو الهدف الرئيسي لـطارة برينستون الكبيرة ، ولكن تم السماح بإضافة أشكال جديدة للتسخين إلى الآلة دون انقطاع قد يكون سيئا . تم الانتهاء من التصميم في أوائل عام 1971 وبدأ البناء في وقت لاحق من ذلك العام.

### حقن الجسيمات المتعادلة
لم يكن لدى أوك ريدج تصميم الانصهار الخاص بها خلال الأيام الأولى من البرنامج ، وركزت بدلاً من ذلك على طرق الحفاظ على تشغيل آلات الاندماج. أدى ذلك إلى تطوير سلسلة من مسرعات الجسيمات الصغيرة التي تطلق ذرات الوقود في البلازما واحدة تلو الأخرى. تبين أن هذه طريقة ممتازة لتسخين البلازما أيضًا ، وواصل مختبر أوك ريدج العمل على هذه الخطوط باستخدام مفاعلات المرآة خلال الستينيات. عندما تم إعلان النتائج السوفيتية ، بدأوا يفكرون في كيفية فعل الشيء نفسه مع توكاماك. لم تكن حساباتهم المبكرة واعدة ، لكن زيارة قام بها "باس بيز" من مختبر اندماج كولهام في المملكة المتحدة حثتهم على الاستمرار في هذا النهج. 
بينما كان مختبر برينستون PPPL يناقش ما إذا كان سيتم تحويل النموذج C إلى ستيلاراتور ، اقترح مختبرأووك ريدج بناء توكاماك جديد ، ORMAK. استخدم هذا طريقة جديدة لتوليد المجال المغناطيسي بهدف جعله أكثر اتساقًا، من أجل تنفيذ أفضل أداء لآلة TM-3 السوفيتية. في المرحلة الثانية من التطوير، أضافوا تسخين جسيمات متعادلة كهربية .  في هذه المرحلة ، في يونيو 1970 ، بدأ التوكاماك المتماثل في استبيان النتائج الأولية. قلقًا من كونه فائضًا عن الحاجة ، قرر فريق البحث في Oak Ridge تكييف قفص محول ORMAK كأساس لتوكاماك أكبر بكثير وإضافة حقن الشعاع المتعادل على الفور. اكتملت آلتهم في أواخر عام 1970 ، لكن تشغيلها استغرق معظم عام 1971 ولم يتم إستنتاج القياسات الفيزيائية الأولى حتى أوائل عام 1972. بحلول عام 1973 ، كانت الآلة تعمل بشكل جيد بما فيه الكفاية بحيث بدأ المختبر في التخطيط لتشغيل حاقنات الجسيمات المتعادلةNBI .
لم يكن مختبر برينستون على استعداد للتخلي عن موقعها القيادي في الفيزياء وسرعان ما دبرت خطة "لمغرفة" أوك ريدج. لقد تخلوا عن تقنية التسخين بالضغط في ATC وسرعان ما قاموا بتلائمها مع حقن الجسيمات المتعادلة NBI منخفضة الطاقة. أظهرت هذه تأثيرات تسخين واضحة في عام 1973 ، قبل أن يتم تشغيل أنظمة NBI في ORMAK. وبهذا النجاح، بدأ مختبرأوك ريدج في التراجع عن موقفه داخل اللجنة التوجيهية بواشنطن. 

### العمليات الأولية
في هذا الوقت تقريبًا ، نشر اثنان من الخبراء النظريين السوفييت ورقة بحثية تصف مشكلة جديدة مقلقة في طريقة التوكاماك ، وهي عدم استقرار الجسيمات المحاصرة. يشير هذا إلى أنه مع زيادة ظروف تشغيل المفاعل نحو المقاييس الفعالة لآلة إنتاج الطاقة ، فإنها ستصبح أكثر استقرارًا ، فهي تميل إلى أن تقذف وقودها خارج المفاعل.  في عام 1975 ، قرر إدوين كينتنر ، الذي روج له هيرش مؤخرًا للإشراف على بحوث الاندماج في شركة الإلكترونيات المُتقدّمة، أنه يجب اختبار ذلك على الفور. أخبر مختبرأوك ريدج أن "يستمر في ذلك" ،  وطلب من معمل برينستون إضافة حقن الجسيمات المتعادلة NBI إلى تصميم طارة برينستون الكبيرة PLT الخاص بها. 
كانت طارة برينستون الكبيرة قيد الإنشاء منذ عام 1972 ، وكانت متقدمة جدًا في هذه المرحلة. لقد تم تصميمه منذ البداية بمساحة واسعة لإضافة أي نوع من أنظمة التدفئة ، لذلك لم يكن من الصعب تلبية الطلب على طائر أبو منجل الاصلع بشكل خاص. كانت باهظة الثمن ، لكن كينتنر قدمت تمويلًا إضافيًا.  أصبحت PLT الآن محور تركيز الكثير من مؤسسة الاندماج الأمريكية ، حيث كانت مهمتها "إعطاء مؤشر واضح عما إذا كان مفهوم توكاماك بالإضافة إلى التسخين الإضافي يمكن أن يشكل أساسًا لمفاعل الاندماج في المستقبل". 
أعلنت فريق الخبراء العاملين في طارة برينستون الكبيرة أنها جاهزة للعمل في 20 ديسمبر 1975.  بدأت إضافات حاقن الجسيمات المتعادلة على الفور تقريبًا ، وتم تشغيل أول حزمتين بحلول خريف عام 1977.  أظهرت الاختبارات المبكرة أن النظام لم يكتسب درجة حرارة كما هو متوقع. لحسن الحظ تبين أن هذا ليس بسبب عدم استقرار الجسيمات المحاصرة ، والتي لم يمكن تتبعها . كانت المشكلة بسيطة شوهدت في العديد من الأجهزة السابقة. كانت الشوائب في الوقود تسبب انبعاثات الأشعة السينية التي تنزف الطاقة من البلازما. ومع ذلك بحلول كانون الأول (ديسمبر) ، كان الشعاعان يعملان عند 1.1 ميغا فولت ، ورفعا درجة الحرارة إلى 25 مليون درجة. 
تم تتبع مصدر الشوائب بسرعة إلى جهاز يعرف باسم "المحدد". في أي بلازما تمتلك الجسيمات نطاقًا عريضا من السرعات ، والجسيمات البطيئة الحركة لا تكون محصورة جيدًا وستتصادم في النهاية مع جدران المفاعل. عندما يحدث هذا فإنها تتسبب في انطلاق ذرات معدن الجدار التي تسمم البلازما. الحل هو إضافة قطعة معدنية صغيرة على شكل إصبع تمتد من الجدار إلى خارج منطقة البلازما المرغوبة. عندما تبدأ هذه الجسيمات بطيئة الحركة في الانجراف بعيدًا ، فإنها تضرب المحدد أمام الحائط ، ويتم امتصاصها. الفكرة هي استخدام بعض المواد خفيفة الوزن للمحدد بحيث لا تسمم الذرات التي تم طردها البلازما بنفس الدرجة ، ولكن مادة الألمنيوم المستخدمة قد فشلت في هذا المطلب. 
بالنسبة لعام 1978 ، بدأ الفريق في التخطيط لإضافة حاقنين آخرين من الجسيمات المتعادلة NBI واستبدال المحدد بمواد جديدة. في النهاية اختاروا الجرافيت ، الذي ستظل ذراته من الكربون تتشقق في البلازما ، لكنها تسبب انبعاثات أقل بكثير من الأشعة السينية عند تطبيقها . 

### مشاكل الميزانية
في يناير تولت إدارة كارتر الجديدة السلطة ، وبدأت في خطط لإعادة تنظيم مختلف فروع الحكومة في وزارة الطاقة الجديدة (DOE). عاد جيمس شليزنجر ، الذي قاد هيئة الطاقة الذرية AEC من عام 1971 إلى عام 1973 خلال تقدم توكاماك المبكر ، لتولي رئاسة الفرع الجديد. تم تعيين جون إم دوتش في إدارة مكتب أبحاث الطاقة بوزارة الطاقة ، وبدأ على الفور خططًا لخفض 100 مليون دولار من ميزانيتها. 
رداً على ذلك ذكر كينتنر أن أبحاث الاندماج كانت حاسمة ، ولا ينبغي قطعها دون سبب وجيه. واقترح تشكيل لوحة الشريط الأزرق لإجراء دراسة متعمقة للمجال بأكمله. بالنظر إلى الضوء الأخضر ، تمكن كينتنر من ترتيب John S. Foster Jr لرأسة اللجنة. نُشر في يونيو 1978 ، "التقرير النهائي لمجموعة الخبراء المخصصة للإدماج" ذكر أنه "يجب الحفاظ على زخم العمل" ، رمز للحفاظ على الميزانية كما هي.  ومع ذلك ، فقد اقترحت أيضًا أن التوكاماك قد لا يكون الشكل النهائي لمولد الاندماج ، وأن الأساليب الأخرى ، مثل طريقة المرآة المغناطيسية ، يجب أن تُمنح وقتًا لتنضج حتى يمكنها "التقدم بالاندماج إلى أعلى مستوى له . " 
لم يتأثر فورث من مختبر برينستون بما يشير إلى ذريعة لعدم القيام بأي شيء. لكن كان لديه خطة لجعل اقتراحاتهم موضع نقاش. بحلول هذا الوقت ، في يوليو 1978 ، كانت طارة برينستون الكبيرة قد أكملت تركيب حزمتين أخريين من شعاع الجسيمات المتعادلةNBI وكذلك محدد الجرافيت المبرد بالماء. سرعان ما رفعوا طاقة حقن الجسيمات المتعادلة إلى 2 ميغاواط وتيار يبلغ 4 kV ، والتي أنتجت درجة حرارة في البلازما تصل إلى 45 مليون درجة مئوية. كان هذا جيدًا في المنطقة التي كان من المفترض أن تحدث فيها مشاكل الجسيمات المحاصرة. مرة أخرى يشاهد ما يشير إلى ذلك. 

### رفع درجة الحرارة البلازما
في ليلة 24 يوليو دفع الباحثون النظام إلى 5.5 كيلوفولت ، واستهدف رفع درجة حرارة البلازما إلى 60 مليون درجة مئوية. كانت هذه علامة بارزة في برنامج الاندماج. أثبتت أن الطارةPLT أنه يمكن للمرء أن يصنع توكاماك يمكنه حصر بلازماها لفترة كافية لتسخينها إلى درجات الحرارة اللازمة في مفاعل عملي. كما يجب أن تكون كثافة البلازما أعلى في آلة الإنتاج ، لكن طارة برينستون الكبيرة كانت تلبي جميع المتطلبات الأخرى. 
كانت أهمية النتيجة واضحة ليس فقط للفيزياء ولكن أيضًا للجهود المستمرة في واشنطن. كان دويتش يعد تقريره حول اقتراحات لجنة فوستر ، وستكون لهذه النتيجة فائدة إيجابية هائلة.  كان كينتر في إجازة مع أسرته في ذلك الوقت وعندما عادوا إلى فندقهم في ستو في اليوم التالي ، أخبرهم موظف المكتب أن هناك سلسلة من الرسائل العاجلة تنتظر من جوتليب. اتفق Kinter و Gottlieb على أنه يجب حفظ الأخبار حتى الاجتماع الاندماج العالمي التالي ، الذي سيعقد في إنسبروك في ذلك الخريف. 
كما كان الحال بالنسبة لكل من تجربة ZETA البريطانية و التوكاماك الأصلية ، كانت الأخبار جيدة جدًا بحيث لا يمكن الاحتفاظ بها ، وبدأت القصة تظهر في مختبرات الاندماج الأخرى في غضون أيام. في 31 يوليو نشرت إنيرجي نيوز تقرير قصير في الصفحة الأولى يتحدث عن "تقارير مستمرة عن اختراق كبير" ، مما دفع وزارة الطاقة إلى التخطيط لإصدار بيان صحفي في 15 أغسطس بدلاً من الانتظار حتى مؤتمر إنسبروك. 
اتصل موريس ليفيت ، محرر مجلة Fusion ، بجوتليب في 10 أغسطس وطُلب منه التأجيل حتى البيان الصحفي. ثم اتصل ليفيت بوزارة الطاقة للحصول على التفاصيل واتصل بشخص لم يكن على دراية بالأحداث وقيل له إنه لا يوجد مثل هذا البيان الصحفي. كان هذا خطأ فادحا. كانت مجلة ليفيت مقتنعة بوجود مؤامرة لقتل أبحاث الاندماج ، وعمل الرفض من وزارة الطاقة على إثبات شكوكه. 
سرب ليفيت القصة بأكملها على الفور إلى ديف هيس من وكالة Knight Ridder السلكية. وبدأ هيس في المتابعة ووصل في النهاية إلى كينتر. و بعد الضغط في الموضوع ، اعترف كينتير بحدوث شيء مثير للاهتمام لكنه رفض الإدلاء بالتفاصيل. كان هذا بمثابة النعناع البري للصحافة ، ونشرت قصة هيس على الصفحة الأولى من ميامي هيرالد في اليوم التالي ، السبت 12 أغسطس. 

### عطلة نهاية الأسبوع PLT
ما نتج عنه يعرف الآن باسم "عطلة نهاية الأسبوع لطارة برينستون الكبيرةPLT". تم إصدار القصة في يوم إخباري بطيء ، وتم التقاطها من الصحافة بواسطة الإعلام في جميع أنحاء العالم. وشمل ذلك صحيفة واشنطن بوست ، وسرعان ما كانت موجودة على مكاتب دوتش و شليزنجر. لم يتم تسجيل مقولة لأي منهما في الصحف ، التي كانت تطالب الآن ببيان من وزارة الطاقة في هذا الموضوع. وقعت هذه المهمة في النهاية على عاتق ستيفن أودين ، أحد كبار مديري شركة كينتر ، والذي ظهر على قناة CBS News في ذلك المساء. كان كينتر نفسه في مختبر لورانس ليفرمور الوطني في ذلك الوقت ، وعاد إلى واشنطن في تلك الليلة. أثناء عودته إلى المنزل من المطار، سمع القصة على إذاعة WTOP الإخبارية. 
عندما وصل كينتنر ودين للعمل صباح الاثنين ، التقى بهم "إريك ويليس" وأخبرهم أنهما طُردوا ؛ كان شليزنجر مقتنعًا بأن كينتنر قد انسحب وكان دين سعيدًا لتضخيم هذه الرسالة على شبكة سي بي إس. في الليلة السابقة ، كتب نائب الرئيس والتر مونديل إلى شليزنجر يطالبه بإعداد مذكرة حول الأحداث ، مما زاد من توتر الجميع. ثم ذهب "ويليس " وتحدث إلى شليزنجر ودويتش ، وأقنعهما بعدم طرد الاثنين ، وفي النهاية وافق على إصدار بيان صحفي مخفف بشكل كبير. 
عقد الاجتماع في وقت لاحق من تلك الليلة حضره 75 مراسلا. لم يسمح "دوتش " لأي شخص آخر من وزارة الطاقة بالتحدث ، وأخبر الصحافة أنها كانت نتيجة روتينية كانت متوقعة منذ فترة طويلة وأن الكثير من برامج الطاقة الأخرى تحرز أيضًا تقدمًا كبيرًا. ثم تحدث جوتليب وشرح أهمية النتيجة ، وكيف تبين أن المشكلة الكامنة مع الجسيمات المحاصرة لم تكن موجودة. في النهاية ، كان الجميع سعداء بالنتيجة. التقى كينتنر بشليزنجر للمرة الأولى في وقت لاحق عندما هدأ شليزنجر. وعد كينتنر بأنه لن يكون هناك أداء متكرر وقام الاثنان بتسوية الخلاف بينهما. 
خلال الأسبوع التالي تم الإبلاغ عن أخبار نجاح فريق طارة برينستون الكبيرة في جميع أنحاء العالم. حتى أن برافدا كانت تهنئ قائلة "سيكون من الخطأ الاعتقاد بأن دعاة " الحرب الباردة " لهم اليد العليا في كل مكان. يتم أيضًا الإبلاغ عن أخبار من نوع مختلف تمامًا هذه الأيام. . . حقق العلماء في جامعة برينستون نجاحًا كبيرًا في مجال الاندماج النووي الحراري. نجحوا في الحصول على درجة حرارة 60 مليون درجة مئوية في مفاعل توكاماك التجريبي. وتم تحقيق ذلك بفضل التعاون مع العلماء السوفييت ". 

### إنسبروك وواشنطن
انعقد اجتماع إنسبروك في الأسبوع الأخير من أغسطس 1978. تم اختيار روب جولدستون لتقديم عرض تقديمي عن طارة برينستون الكبيرة ، وسلح نفسه بكميات كبيرة من النتائج التجريبية. ونظم منظمو الاجتماع جلسة خاصة لعرضه التقديمي ، واستجوبه علماء من جميع أنحاء العالم. كانت المسألتان الرئيسيتان هما ما إذا كان يمكن الوثوق بالنتائج وما إذا كانت التجربة تقيس درجة الحرارة الكلية في البلازما أم مجرد أنها مجرد نقاط ساخنة. أظهر "جولدستون" نتائج من أربعة أنواع مختلفة تمامًا من أجهزة الاستشعار أعطت جميعها نفس النتيجة، وأظهرت هذه النتائج أن الطاقات كانت بالفعل تتبع  توزيع ماكسويل الطبيعي  كما هو متوقع من درجة حرارة الكتلة. 
في نهاية العرض قدمت الفيزيائية الروسية "كاترينا رازوموفا" لجولدستون لوحة طائر ناري محفورة يدويًا ، وهي اسطورة فولكلورية روسية أدت طبقا للفولكلور السلافي إلى إشعال النار للبشرية من الشمس. احتفظ بها Gottlieb في غرفة التحكم في طارة برينستون الكبيرة PLT حيث بقيت لسنوات. 
في سبتمبر قدم "دوتش" توصياته إلى الكونجرس ، بناءً على تقارير فوستر. ورفض الدعوات لبدء تشغيل آلة بعد TFTR ، وكرر الدعوات لبرنامج المرآة لمواصلة عمله أيضًا. وطالب ببقاء الميزانية على ما كانت عليه ، مع زيادة تكاليف المعيشة. وكانت خطة شليزنجر لخفض ميزانية الاندماج قد ماتت. 

## اقرأ أيضا
- معمل برينستون لفيزياء البلازما
- توكاماك كروي ميجا أمبير
- المفاعل النووي الحراري التجريبي الدولي
- مفاعل اختبار هندسة الانصهار الصيني